# 福建细辛
福建细辛（学名：Asarum fukienense）为马兜铃科细辛属的植物，为中国的特有植物。分布在中国大陆的江西、浙江、福建、安徽等地，生长于海拔300米至1,000米的地区，多生长在山谷林下阴湿地，目前尚未由人工引种栽培。

## 别名
土里开花、薯叶细辛（江西、安徽） 马脚蹄（福建）